# Гоміш Феррейра
Жозе Го́міш Ферре́йра (порт. José Gomes Ferreira; 9 червня 1900, Порту, Португалія — †8 лютого 1985, Лісабон) — португальський письменник, поет, фольклорист, публіцист і композитор. Син підприємця та благодійника Алешандрі Феррейри (Alexandre Ferreira) та батько архітектора Рауля Ештніша Феррейри (Raul Hestnes Ferreira) і поета Алешандрі Варґаша (Alexandre Vargas).

## З життєпису
Жозе Гоміш Феррейра народився в Порту 9 червня 1900 року. У 4 роки переїхав до Лісабона. Його батько, Алешандрі Бранку Феррейра (1877—1950), людина скромного походження, завдяки своєму розуму та ініціативності став успішним підприємцем, також брав активну участь у політиці; республіканець-демократ, був радником у лісабонській мерії й депутатом під час Першої республіки; мати Марія ду Карму Кожме (Maria do Carmo Cosme).
Навчався в столичних ліцеях Камоенса та Жіла Вісенті, де й познайомився з поезією. Співпрацював з Фернанду Пессоа, тоді ще зовсім молодим, під час спільного проєкту для часопису Ressurreição.
Політичні уподобання Г. Феррейри проявилися дуже рано, насамперед через вплив батька (республіканського демократа). Здобувши юридичну освіту в 1924 році, працював консулом у місті Крістіансунн (Норвегія). Одночасно з тим писав музику, зокрема створив «Сільську сюїту» (Suite Rústica), яку виконав оркестр Давида ді Соузи (David de Sousa).
Повернувся на батьківщину в 1930 році, але активної участі в політичному житті не брав. Натомість активно дописував у часописи Presença, Seara Nova, Descobrimento, Imagem, Sr. Doutor, Gazeta Musical e de Todas as Artes та Ilustração (1926—1975). Він також перекладав фільми під псевдонімом Gomes, Álvaro.
Почав друкувати поезії з поеми «Жити вічно також набридає» (Viver sempre também cansa) у 1931 році, опублікованої в журналі Presença. Попри те, що далі публікував дещо, скажімо Lírios do Monte та Longe, тільки у повоєнний час, починаючи від 1948 року (з Poesia I та Homenagem Poética) став друкуватись на постійній основі, відразу посівши одне з провідних місць серед тогочасних літераторів.
Він був учасником усіх значних демократичних та антифашистських заходів, і незадовго до створення руху MUD (Рух за демократичну єдність) співпрацював з іншими представниками португальського неореалізму над збіркою революційних пісень.
У 1975 році побував в СРСР — враження від поїздки відобразив у поемі «В СРСР» (1978).
Був обраний віце-президентом Португальської асоціації письменників у 1978 році, а наступного (1979) року був кандидатом АПУ (Альянсу об'єднаного народу / Aliança Povo Unido) від Лісабона на проміжних парламентських виборах того ж року. Вступив до Португальської комуністичної партії у лютому наступного (1980) року.
У 1983 році переніс важку хірургічну операцію.
Жозе Гоміш Феррейра помер у Лісабоні 8 лютого 1985 року внаслідок тривалої хвороби.

## Творчість
Провідна тема творчості Гоміша Феррейри — людина праці з її переживаннями, перемогами, прагненнями миру і щастя на всій землі.

## Визнання
Гоміш Феррейра удостоєний низки нагород і відзнак:
- Велика поетична премія Товариства письменників Португалії (1961) за Poesia III;
- Премія Casa da Imprensa (1965) за A Memória das Palavras;
- звання великого командора Ордену Сантьяго да Еспада (1981), присвоєне Президентом Рамалю Янешом[9];
- відзнака Товариства письменників Португалії (1983);
- командор Ордена Свободи (1985).

У 1985 році мерія Лісабоні вшанувала письменника, давши його ім'я одній зі столичних вулиць. Створена 1978 року його сином Р. Е. Феррейрою лісабонська школа Бенфіка (Escola Secundária de Benfica) отримала ім'я його іменитого батька.
У 1990 році в Алваладе (Лісабон) був відкритий пам'ятник письменнику — на церемонії відкриття були присутніми і виступили міський голова Лісабона Жоржі Сампаю та письменник, художник і приятель Г. Феррейри Маріо Діонізіо.
У рік сторіччя від дня народження поета (2000) вийшов біографічний документальний фільм про Ж. Г. Феррейру «Людина столітньої ваги» (Um Homem do Tamanho do Século, режисер Антоніу Куня / António Cunha), який демонструвався на телеканалах RTP2 і RTP Internacional.